# Гельмут Фоглер
Гельмут Фоглер (нім. Helmut Vogler; 23 вересня 1916, Бад-Ольдесло — 21 липня 1944, Ла-Манш) — німецький офіцер-підводник, капітан-лейтенант крігсмаріне.

## Біографія
5 квітня 1935 року вступив на флот. З жовтня 1940 по березень 1941 року пройшов курс підводника, а в березні-квітні — вивчення конструкції човна. З 24 квітня по грудень 1941 року — 1-й вахтовий офіцер підводного човна U-567, на якому взяв участь у двох походах (разом 72 дні в морі). З грудня 1941 по лютий 1942 року пройшов курс командира човна, потім — курс вивчення конструкції. З 25 квітня 1942 року — командир U-212, на якому здійснив 12 походів (разом 338 днів у морі). 5 серпня 1943 року на міні, встановленій U-212, підірвався радянський моторний човен «Маяковський» водотоннажністю 80 тонн. 21 липня 1944 року U-212 був потоплений в Англійському каналі південніше Брайтона (50°27′ пн. ш. 00°13′ зх. д.) глибинними бомбами британських фрегатів «Курзон» та «Екінс». Всі 49 членів екіпажу загинули.

## Звання
- Кандидат в офіцери (5 квітня 1935)
- Морський кадет (25 вересня 1935)
- Фенріх-цур-зее (1 липня 1936)
- Оберфенріх-цур-зее (1 січня 1938)
- Лейтенант-цур-зее (1 квітня 1938)
- Оберлейтенант-цур-зее (1 жовтня 1939)
- Капітан-лейтенант (1 липня 1942)

## Нагороди
- Медаль «За вислугу років у Вермахті» 4-го класу (4 роки)